# Goryń (gromada)
Goryń – dawna gromada, czyli najmniejsza jednostka podziału terytorialnego Polskiej Rzeczypospolitej Ludowej w latach 1954–1972.
Gromady, z gromadzkimi radami narodowymi (GRN) jako organami władzy najniższego stopnia na wsi, funkcjonowały od reformy reorganizującej administrację wiejską przeprowadzonej jesienią 1954 do momentu ich zniesienia z dniem 1 stycznia 1973, tym samym wypierając organizację gminną w latach 1954–1972.
Gromadę Goryń z siedzibą GRN w Goryniu utworzono – jako jedną z 8759 gromad na obszarze Polski – w powiecie suskim w woj. olsztyńskim na mocy uchwały nr 26 WRN w Olsztynie z dnia 4 października 1954. W skład jednostki weszły obszary dotychczasowych gromad Goryń i Kantowo, ponadto miejscowości Wałdowo i Krzywki z dotychczasowej gromady Podlasek oraz miejscowość Łodygowo Leśniczówka z dotychczasowej gromady Biskupiczki, ze zniesionej gminy Kisielice w powiecie suskim w woj. olsztyńskim; wreszcie obszar dotychczasowej gromady Krzywka ze zniesionej gminy Łasin w powiecie grudziądzkim w woj. bydgoskim. Dla gromady ustalono 14 członków gromadzkiej rady narodowej.
1 stycznia 1959 powiat suski przemianowano na powiat iławski.
Gromadę zniesiono 1 stycznia 1960, a jej obszar włączono do gromady Kisielice w tymże powiecie.